# Samuel Lambelet
Samuel Lambelet (* 1663 in Neuchâtel; † 21. April 1727 in Braunschweig) war ein deutscher Münzeisenschneider und Medailleur.

## Leben
Der Sohn eines Schweizer Richters ist am 17. Oktober 1695 als Stempelschneider an der Clausthaler Münzstätte nachweisbar. Eine vorhergehende Tätigkeit in Paris als Medailleur für Ludwig XIV. ist unsicher. Nachdem er am 9. Dezember 1715 in Clausthal letztmals nachweisbar ist, arbeitete Lambelet von 1717 bis 1727 als Medailleur und Stempelschneider an der Münze in Braunschweig. Er starb 1727 in Braunschweig. Noch für das Jahr 1729 ist die Verwendung eines von ihm geschaffenen Stempels für die Braunschweiger Talerprägung belegt.

## Werk (Auswahl)
Lambelet gestaltete mehrere meisterhafte Barockmedaillen auf die braunschweigischen Herzöge August Wilhelm und Ludwig Rudolf sowie auf Angehörige des Hauses Hannover.
- Glückwunschmedaille zur Hochzeit der Prinzessin Wilhelmine Amalie mit dem Römischen König Joseph, Entwurf von Gottfried Wilhelm Leibniz, 1699
- Medaille August Wilhelms auf den 200. Jubiläumstag der Reformation, 1717
- Medaille auf die Bautätigkeit August Wilhelms, 1718
- Medaille auf den 55. Geburtstag Ludwig Rudolfs, 1726